# Przygórze

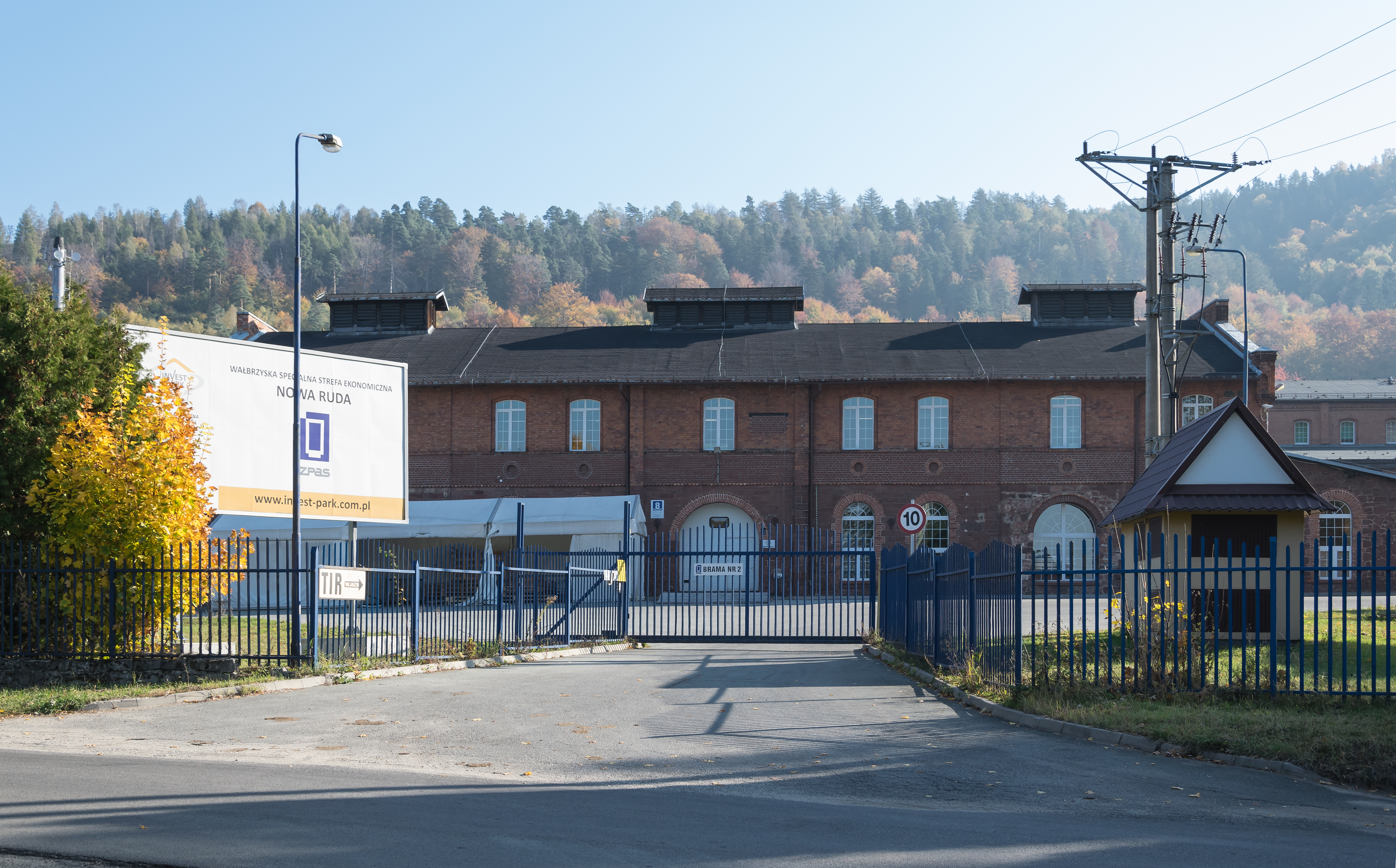
Zakład Produkcji Automatyki Sieciowej położony na terenie dawnej huty „Barbara”

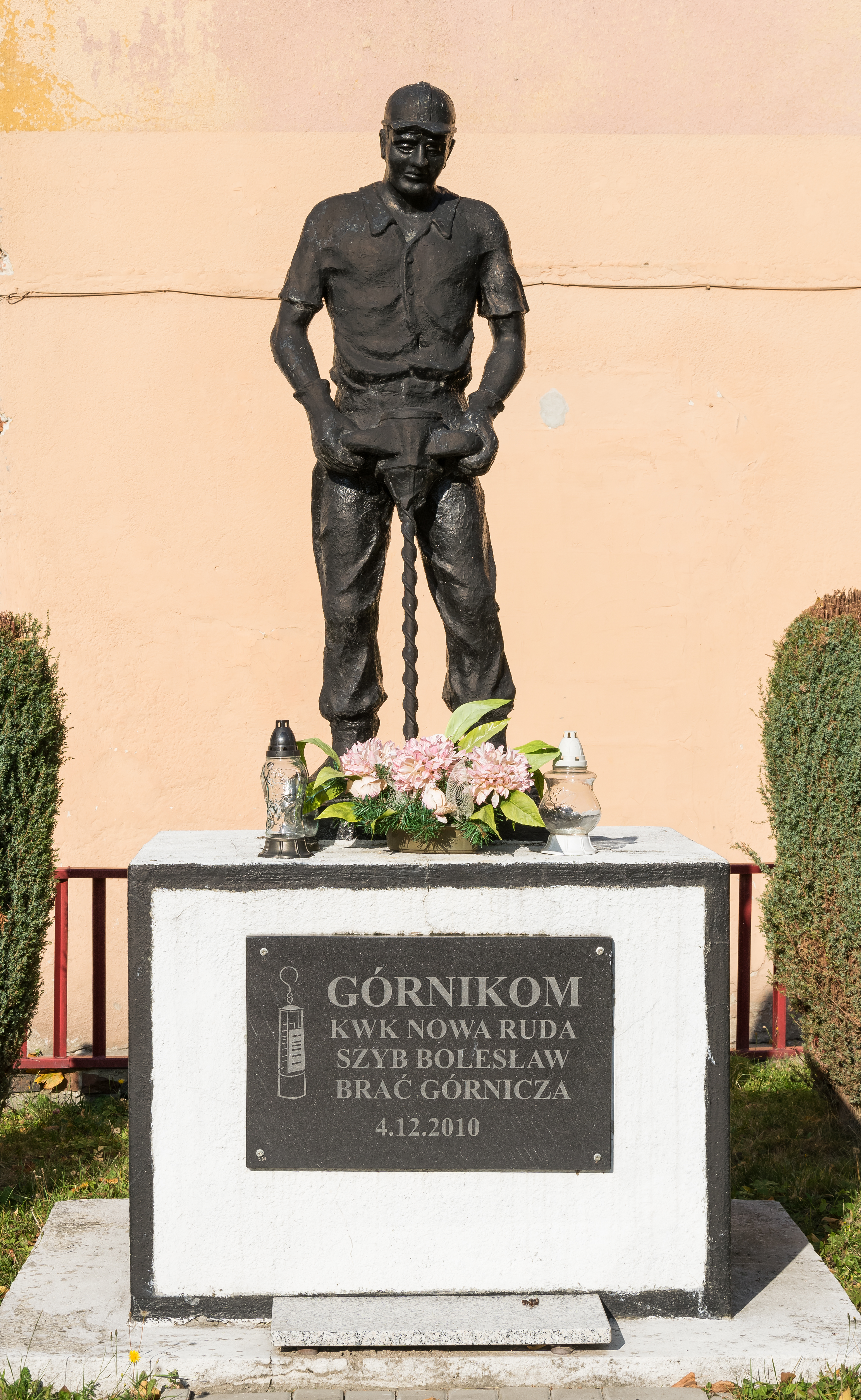
Pomnik górnika

Przygórze (do 1945 r. niem. Köpprich) – wieś w Polsce, położona w województwie dolnośląskim, w powiecie kłodzkim, w gminie Nowa Ruda.

## Położenie
Przygórze leży niedaleko Przełęczy Woliborskiej, w dolinie Piekielnicy, u stóp Gór Sowich, między Woliborzem a Jugowem, na wysokości około 440–510 m n.p.m.

## Podział administracyjny
| SIMC    | Nazwa        | Rodzaj      |
| ------- | ------------ | ----------- |
| 0854430 | Buczyna      | osada leśna |
| 0854423 | Huta Barbara | część wsi   |

W latach 1975–1998 miejscowość położona była w województwie wałbrzyskim.

## Historia
Ślady osadnictwa na tym terenie pochodzą z czasów neolitu, ale o obecnej wsi źródła wspominają dopiero w 1699 roku, kiedy Przygórze było kolonią Woliborza. Nieco wcześniej, bo już w roku 1655 w okolicy istniała huta szkła. Później wydobywano tu rudy żelaza i miedzi, a w 1793 roku powstała tu pierwsza kopalnia, dostarczająca węgiel kamienny wysokiej jakości. W XIX wieku źródłem utrzymania mieszkańców oprócz górnictwa było tkactwo, w 1825 roku były tu 23 domy w tym młyn wodny i tartak, a w 1840 roku było 36 domów. W połowie XIX wieku w Przygórzu powstała huta żelaza „Barbara-hűtte”, po wyczerpaniu złóż rudy zakład przekształcono w wytwórnie maszyn dla kopalni noworudzkich.

## Zabytki
Do wojewódzkiego rejestru zabytków wpisane są obiekty:
- budynki huty „Barbara”, z drugiej połowy XIX wieku:
  - trzy hale produkcyjne,
  - budynek rozdzielni elektrycznej,
  - budynek narzędziowni i stołówki,
  - hala wtryskarek,
  - kotłownia,
  - warsztaty i magazyn,
  - elewacja magazynu.

Inne zabytki:
- kilka zabytkowych domów tworzących zespół górniczego osiedla mieszkalnego z około 1910 roku,
- kościół Podwyższenia Krzyża Świętego w Przygórzu zbudowany w okresie międzywojennym[8],
- pomnik górnika postawiony w 1966 roku z okazji 1000-lecia Państwa Polskiego.

## Przemysł
Na terenie wsi w latach dziewięćdziesiątych XX wieku stworzono największy zakład ziemi noworudzkiej, ZPAS S.A. (Zakład Produkcji Automatyki Sieciowej). Przedsiębiorstwo usytuowane jest na terenie dawnej kopalni węgla kamiennego „Rudolf” (po 1945 r. kopalnia węgla kamiennego „Bolesław”) oraz byłej huty „Barbara”.